# Port lotniczy Cold Bay
Port lotniczy Cold Bay (IATA: CDB, ICAO: PACD) – port lotniczy położony w Cold Bay, w stanie Alaska, w Stanach Zjednoczonych.